# Harnasiowe Czuby

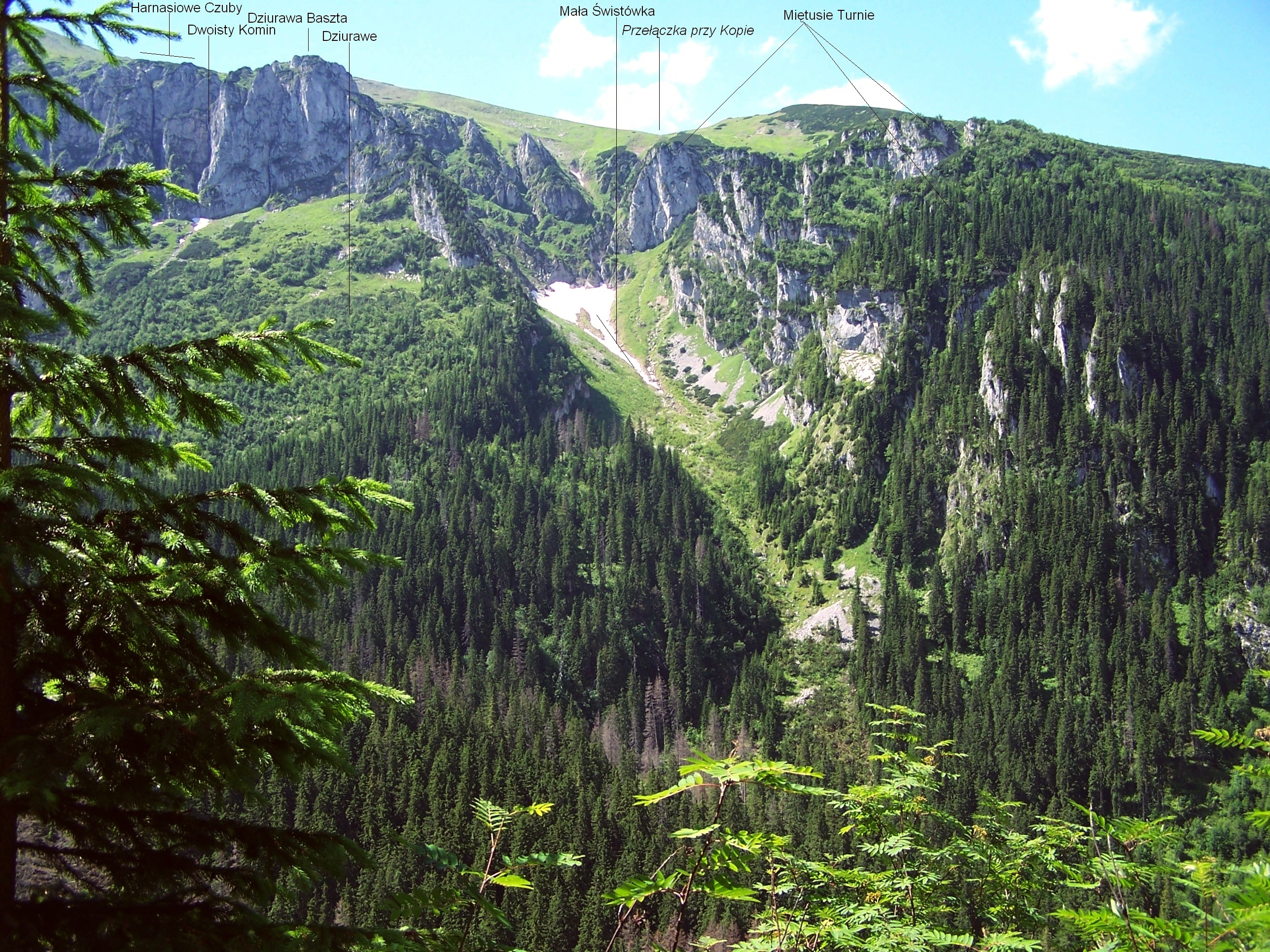
Widok ze szlaku przez Kobylarzowy Żleb

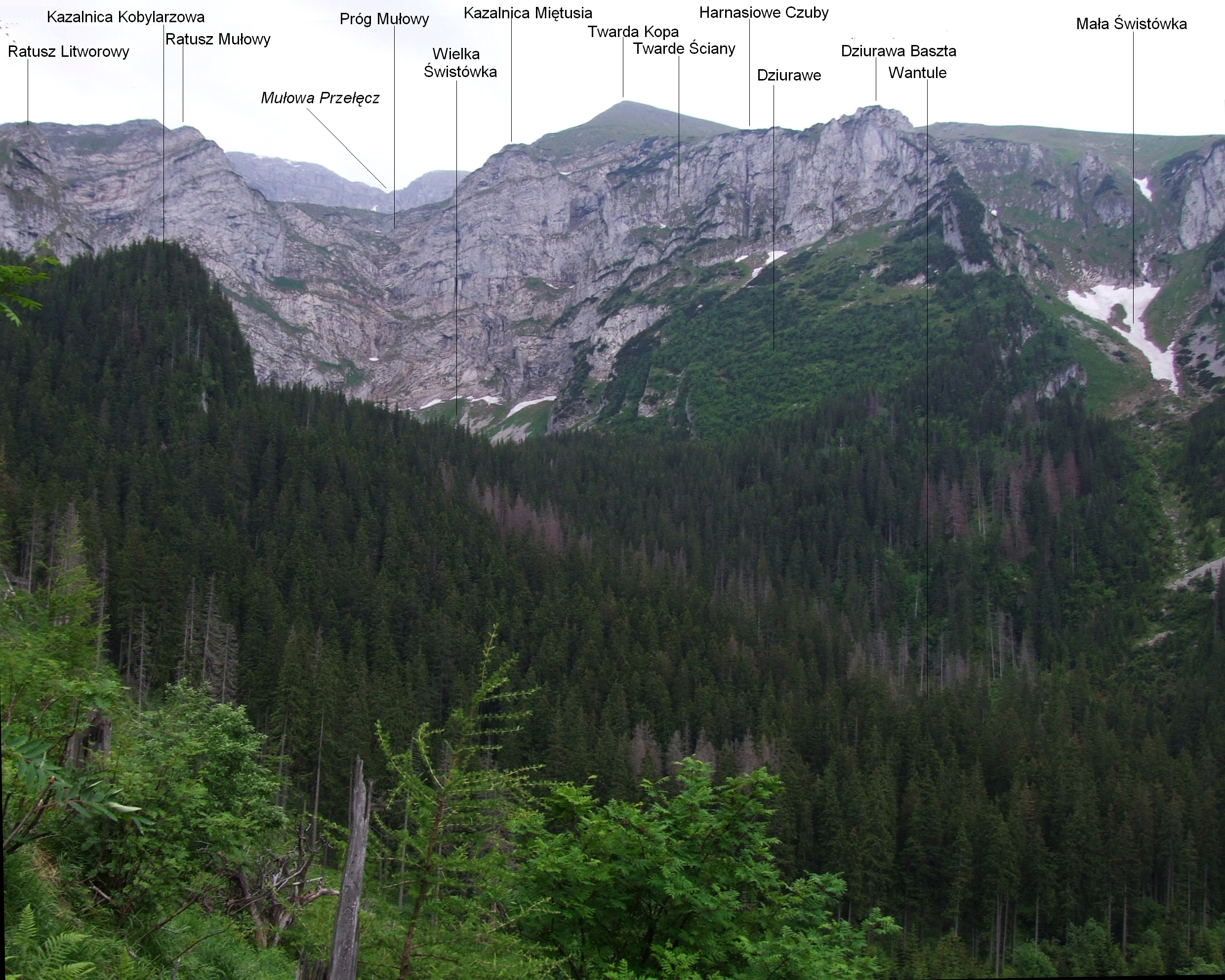
Widok ze szlaku przez Kobylarzowy Żleb

Harnasiowe Czuby (ok. 1770 m) – zbudowana ze skał wapiennych środkowa grupa turniczek w Twardej Galerii w polskich Tatrach Zachodnich, oraz znajdująca się poniżej nich ściana. Od Twardej Ściany oddziela je Ślepy Żleb, od Dziurawej Baszty prawa odnoga Dwoistego Komina. W Wielkiej encyklopedii tatrzańskiej Harnasiowe Czuby noszą nazwę Dziurawych Czub i wraz z Dziurawą Basztą wchodzą w skład Turni nad Dziurawem.
W ścianie Harnasiowych Czub wyróżnić można w kolejności od północy na południe takie formacje skalne:
- prawe ramię Dwoistego Komina, u góry kończące się trawiastym, skośnym zachodem,
- wąski filar między dwoma odnogami Dwoistego Komina. Przecina go górą skośny zachód z prawej odnogi. Ponad tym zachodem są urwiste skałki o wysokości około 50 m,
- lewa odnoga Dwoistego Komina. Dolna jej część do opisanego zachodu to stromy żleb, który powyżej zachodu zamienia się w mające ok. 50 m wysokości zacięcie,
- filar pomiędzy Dwoistym Kominem i Ślepym Żlebem o kształcie trójkąta, którego podstawa ma szerokość ok. 60 m, a wysokość ok. 190 m. Dolna część filara jest przecięta kilkoma zachodami z kosodrzewiną,
- Ślepy Żleb (w którym znajduje się wejście do jaskini Omszała Szczelina[3]). U jego podstawy nad Dziurawem znajdują się z obu stron Dziurawe Turniczki.

Północno-wschodnia ściana Harnasiowych Czub wznosi się nad Dziurawem w zachodnich zboczach Doliny Miętusiej. Jej względna wysokość wynosi około 190 m. Poprowadzono w niej kilka dróg wspinaczkowych. Drogi te szczegółowo opisuje Władysław Cywiński w swoim przewodniku Tatry. Część 3. Obecnie jednak są to zamknięte dla taterników obszary ochrony ścisłej Tatrzańskiego Parku Narodowego (obszar ochrony ścisłej Wantule Wyżnia Mała Łąka). W ścianie Harnasiowych Czub znajduje się kilka jaskiń, m.in. Harnasiowa Szczelina, Korytarz nad Dziurawem, Jaskinia przy Grzędzie.